# لیموترش

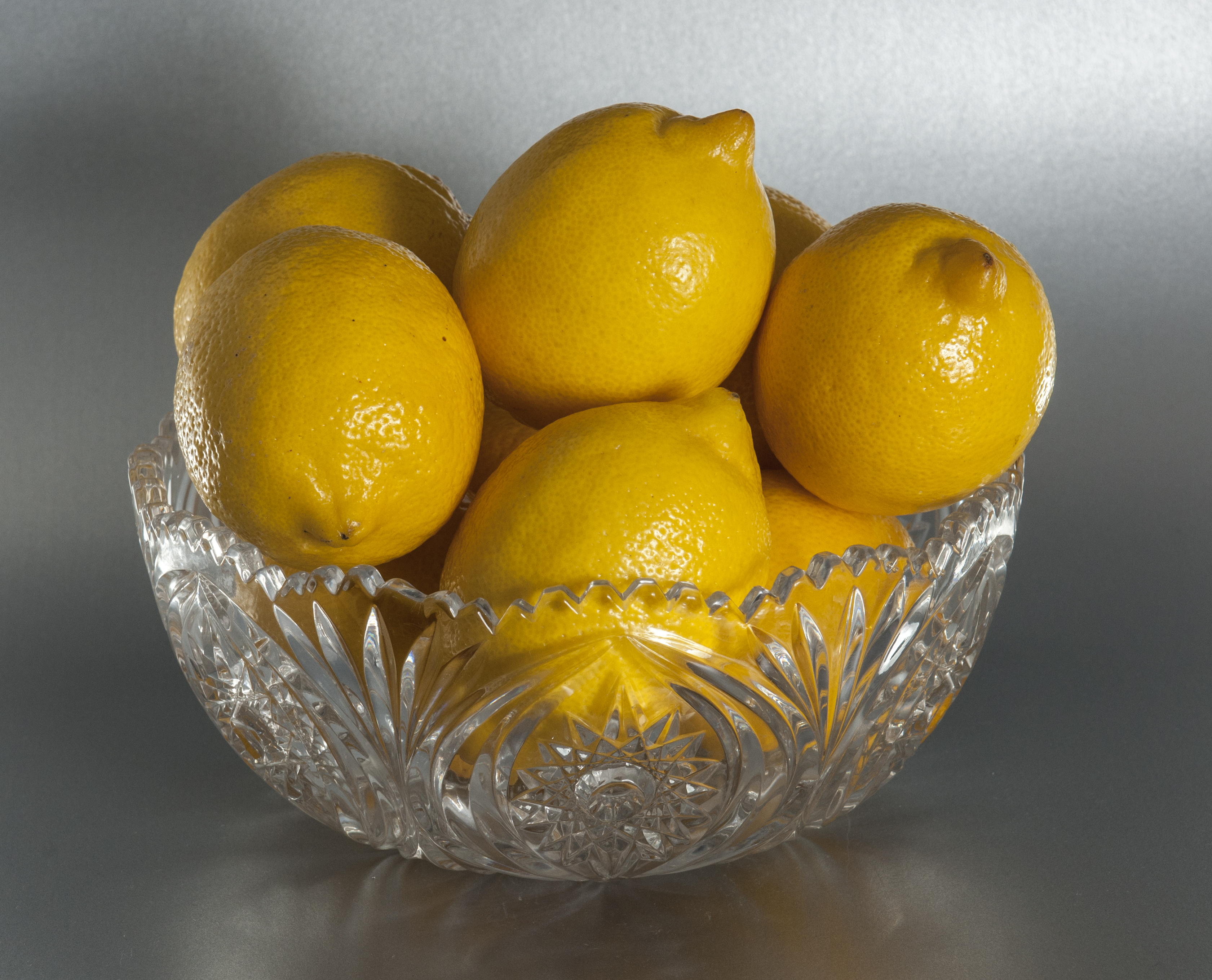

لیموترش - کشت شده در برزیل

لیمو ترش یا به اختصار لیمو، میوه درخت لیمو و از مرکبات است. اگرچه به‌خصوص در آشپزی از پوست و گوشت لیمو استفاده می‌شود، اما لیموها را بیشتر به علت آب آن‌ها پرورش می‌دهند. لیموها حاوی مقدار زیادی اسید سیتریک هستند که موجب طعم ترش آن‌ها می‌گردد.لیموترش درختچه‌ای است که بلندی آن به چهارمتر می‌رسد و کشت آن فقط در مناطق گرمسیر امکان دارد (آب و هوای مدیترانه‌ای) شاخه‌هایش بلند و برگ‌هایش پهن و سبز مات و بیضوی است. دمبرگ‌ها واضح و اندکی بالدارند. گل‌های آن از درون سفید و از بیرون ارغوانی است. به‌غایت معطرند. گل‌آوری آن عملاً مداوم است (لیموترش تنها درختی است که تقریباً همیشه میوه و گل و برگ دارد). میوه‌اش بیضوی شکل است که در اواخر پاییز و اوایل زمستان آبدارتر است.

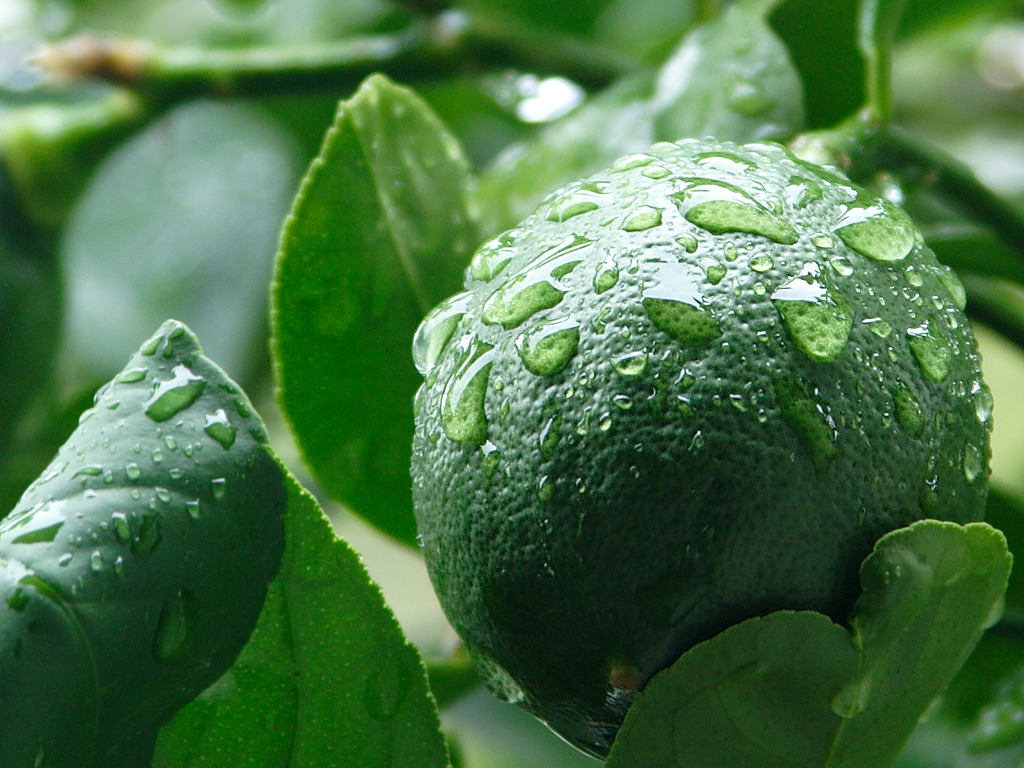

## مصارف دارویی
این گیاه در طب سنتی در درمان روماتیسم، نقرس، نفخ، یرقان، چاقی، سرماخوردگی، التهاب، آفتاب سوختگی، مالاریا و خون‌ریزی بینی استفاده می‌شود. همچنین به صورت موضعی در رفع التهاب مخاط دهان، زبان و شکننده شدن ناخن‌ها مؤثر است. همچنین اسانس لیمو که از پوست آن استخراج می‌شود و دارای خاصیت آنتی باکتریال، آنتی سپتیک و کاهش دهنده فشار خون است. از لیموترش در طب سنتی هند برای درمان سوزش سر دل استفاده می‌شود.
به دلیل وجود مواد مؤثر لیمونن و سیترال در لیموترش، قطره خوراکی که از روغن این گیاه به دست می‌آید سبب کاهش فشار خون و بهبود افسردگی می‌شود. ترکیبات ترپنی موجود در اسانس لیموترش از جمله لیمونن سبب کاهش فشار خون می‌شوند. لیمونن و متابولیت‌های آن خاصیت گشادکنندگی عروق داشته و از این طریق نیز سبب کاهش فشار خون می‌شوند. تغییرات اکسیداتیو "LDL" توسط رادیکال‌های آزاد رویداد مهم اولیه در پاتوژنز آترواسکلروز است. اسانس لیموترش با داشتن ترکیباتی مانند سیترال، لیمونن و لینالول فعالیت آنتی‌اکسیدانی داشته و از این رو با جلوگیری از اکسیداسیون "LDL" از تشکیل پلاک در دیوارهٔ عروق و در نتیجه از بروز بیماری‌های قلبی عروقی و فشار خون جلوگیری می‌نماید. مطالعات انجام شده با استفاده از آنتاگونیستها و آگونیستهای گیرنده‌های مختلفی مانند گیرنده‌های بنزودیازپینی، سروتونینی، آدرنالینی و دوپامینی و نیز با استفاده از تست‌های رفتاری نشان داده است که تأثیر ضد افسردگی اسانس لیمو اساساً به مسیر سروتونرژیکی خصوصاً گیرنده "5-HT1A" مربوط می‌شود. علاوه بر این آنالیز میزان نوروترنسمیترها در نواحی مختلف مغزی نشان داده است که اسانس لیمو احتمالاً از طریق تغییر سیستم‌های دوپامینرژیک و سروتونرژیکی فعالیت ضد افسردگی خود را اعمال می‌کند.
لیموترش میوه ارزشمندی است که اکثر متخصصین تغذیه به مصرف فراوان آن اشاره دارند:
1. در واقع هضم غذا را آسان می‌کند.
2. به خاطر سهولت هضم چاشنی‌ها و گوشتهای چرب توصیه می‌شود که چند قطره لیموترش در آن‌ها بچکانند.
3. در موارد ناراحتی‌های دستگاه گوارشی مفید است؛ مثلاً درصورت ورم روده یا درد کبد آب لیمو همراه یک لیوان آب معدنی می‌تواند تسکین دهنده باشد.
4. نوشیدن آب چهار لیموترش با افزودن آب و اندکی شکر بر درمان چاقی مؤثر است.
5. لیموترش را می‌توان برای درمان نسبی رماتیسم و نقرس مصرف نمود، چونکه اسیدسیتریک برای اسیداوریک حلال بسیار خوبی است.
6. استفاده از خاصیت ادرارآوری آن فقط در این‌گونه دردها توصیه می‌شود و به این نحو دردهای کلیه و مثانه را درمان می‌نماید.
7. آب لیمو یک ترشی است که برخلاف سرکه ضعف نمی‌آورد بلکه نیروبخش بوده، عضلات معده و روده‌ها را تقویت می‌نماید.
8. آب لیمو داروی ضد خون دماغ است، تمام سم‌های خون را می‌سوزاند.
9. چربی و پیه را از بین می‌برد.
10. اشتهاآور است.
11. اسهال عادی و خونی را معالجه می‌کند.
12. از طاس شدن سر جلوگیری کرده باعث تقویت موهای سر می‌شود.
13. بزاق دهان را زیاد می‌کند چون بزاق دارای اثر ضد عفونی کنندگی بوده و میکربهای دهان را از بین می‌برد.
14. آب لیمو از عوامل خنک‌کننده در تابستان است و معمولاً به صورت شربت درست کرده و میل می‌کنند که می‌تواند عطش و حرارت بدن را رفع کند.
15. موجب راحتی اعصاب می‌شود.
16. باعث زیاد شدن نور چشم شده و آب مروارید را از چشم می‌برد.
17. آب لیمو می‌تواند جانشین دود و مشروب نزد معتادین گردد.
18. عمل تنفس را آسان می‌سازد.
19. لیمو التیام بخش مناسبی برای زخم است.
20. باد مفاصل را درمان کرده و مداومت در خوردن آن تصلب شرائین را معالجه می‌سازد.
21. زهر حشرات مانند زنبور، عقرب، مار افعی با آب لیمو معالجه می‌شود.
22. آب لیمو ضد تیفوس، ضد سرخک، ضد آبله مرغان و مخملک است.

۲۳) صفرابر است.
۲۴) مصرف روزی نصف استکان از عصارهٔ سیر و لیمو ترش، تأثیر بسیار زیادی در رفع گرفتگی رگ‌ها خواهد داشت.
۲۵) ترکیب آب لیموترش تازه به همراه آب ولرم و عسل، شربت مناسبی برای تقویت سیستم ایمنی بدن و پیشگیری از سرماخوردگی است.
۲۶) لیمو ترش محرک آفت است و زخم‌های آفتی را تشدید می‌کند.

## از تجارب پیشینیان
برای تمیز کردن ظروف مسی، اشیاء نقره‌ای، مرمرسفید و صندلیهای حصیری، لیموترشی را دونیم کنید و روی شیء بمالید، سپس بشویید و آب بکشید.

## بزرگ‌ترین تولیدکنندگان لیموترش در جهان
هند با تولید حدود ۱۷ درصد در صدر کل تولید جهان، بزرگ‌ترین تولیدکننده لیموترش در جهان است. پس از آن به‌ترتیب مکزیک (۱۳٫۶ درصد)، چین (۱۲٫۶ درصد)، آرژانتین (۸٫۵ درصد) و برزیل با (۷٫۵ درصد) تولید می‌باشد.
| هند | ۳٬۷۰۰٬۰۰۰  |
| مکزیک | ۲٬۹۰۰٬۰۰۰  |
| چین | ۲٬۷۰۰٬۰۰۰  |
| آرژانتین | ۱٬۶۰۰٬۰۰۰  |
| برزیل | ۱٬۴۰۰٬۰۰۰  |
| ترکیه | ۱٬۲۰۰٬۰۰۰  |
| در کل دنیا | ۲۱٬۴۰۰٬۰۰۰ |
| No symbol = official figure, P = official figure, F = FAOSTAT ۲۰۰۷، * = Unofficial/Semi-official/mirror data, C = Calculated figure A = Aggregate (may include official, semi-official or estimates); Source: Food And Agricultural Organization of United Nations: Economic And Social Department: The Statistical Division |            |

## موارد مصرف در زیبایی
اگر هر روز صبح به کمک تکه‌ای پنبه آب لیمو به پوست بمالید برای روشن کردن رنگ و تقویت و آرامش آن عموماً مؤثر است. هم چنین برای سفت شدن ناخن و نرم شدن دست می‌توان آن را به کار برد. پوست لیمو اگر به دندان مالیده شود، رنگش را سفیدتر خواهد کرد و دلیل آن هم حضور یک اسید خوراکی معروف به نام اسید سیتریک است.
هر چند روز یکبار چند لیموترش (یا لیموترش سبز) را در دست خود کم‌کم فشار دهید تا نرم شود. سپس بسته به اندازه لیمو به دو یا چهار قسمت تقسیم کنید و به زیر بغل‌هایتان بمالید و پس از گذشت دستکم ۱۰ دقیقه بوها رفع می‌شوند و سپس می‌توانید دوش بگیرید.
این کار برای بوهای بین پا (قسمت شرمگاه)، همچنین قسمتی از پا که در کفش می‌کنیم و سفید کردن پوست این بخش‌های بدن کاربردی بی‌نظیر دارد.
لازم است ذکر شود که آبِ لیمو هر چه بیشتر بر روی پوست بماند اثر مؤثرتری برای زدودن سیاهی این مناطق به همراه دارد. همچنین می‌توان آب لیمو را شب‌ها به پوست این بخش‌های بدن مالید و صبح روز بعد دوش گرفت.

## روش‌های استعمال
لازم است ذکر شود که این روش‌های استعمال حتماً به درمان کامل نمی‌انجامد ولی درمان نسبی را به دنبال خواهند داشت.

## استعمال داخلی
*دم کرده: چند برش حلقوی لیموی ترش را با پوست آن در آب جوش دم کنید. برای درمان ورم روده و درد کبد چندین فنجان از این جوشانده را در روز بنوشید.
*لیموناد: آب لیمو ترشی را در نیم لیوان آب بریزید، یا لیمو ترش تازه‌ای را حلقوی برید و خوب در آب بخیسانید؛ و به هنگام تب و تهوع بنوشید.
*ضد کرم: میوه درسته را له کنید. در آبی که به آن عسل افزوده‌اید دو ساعت بخیسانید. صاف کنید و قبل از خواب بنوشید.
*شربت: مخلوطی از ۴۰ ٪ آب لیمو ترش و ۶۰ ٪ شکر فراهم کنید. این شربت می‌تواند در مداوای اسکوربوت مؤثر باشد.
*داروی ورم کبد: سه لیمو ترش رسیده را از طول قاچ کنید. پیش از خواب روی قاچها آب جوش بریزید. صبح فردا آن را ناشتا میل نمایید.

## استعمال خارجی
*غرغره: یک لیوان آب ولرم را در آب لیموی تازه بریزید. برای بهبودی بیماری آنژین غرغره کنید.
*لیمو ترش ساده: روی زخم‌های عادی و عفونی کمپرس لیمو ترش ساده یا همراه آب بگذارید. برای برطرف کردن عرق یا سرمازدگی با آب لیمو ترش دست و پا را ماساژ بدهید. در مقابل گزش حشرات یک برش لیمو ترش را روی پوست بمالید. برای بهبودی میگرن چند برش لیمو ترش را در پارچه‌ای پیچیده روی شقیقه‌ها بکشید.
در صورت ابتلاء به زکام یا خون دماغ پنبه‌ای را به آب لیموی خالص یا همراه اندکی آب آغشته کنید و در سوراخ بینی فرو برید.
کیک لیمو : با استفاده از لیمو در کیک‌ها یعنی همان کیک لیمو شما شاید یکی از بهترین بوها را تجربه کنید.